# War Heroes
War Heroes jest trzecim, wydanym pośmiertnie studyjnym albumem Jimiego Hendrixa. Został wyprodukowany i zmiksowany przez Eddiego Kramera i Johna Jansena. W 1997 roku ukazał się album First Rays of the New Rising Sun zawierający kompozycje „Izabella”, „Beginnings”, „Stepping Stone”. Z kolei „Bleeding Heart”, „Tax Free” i „Midnight” znalazły się, na wydanym również w 1997 roku albumie South Saturn Delta.

## Lista utworów
Autorem wszystkich utworów, chyba że zaznaczono inaczej jest Jimi Hendrix.
| Strona A | Strona A                           | Strona A |
| Nr       | Tytuł utworu                       | Długość  |
| -------- | ---------------------------------- | -------- |
| 1.       | „Bleeding Heart” (James)           | 3:15     |
| 2.       | „Highway Chile”                    | 3:34     |
| 3.       | „Tax Free” (Hansson/Karlsson)      | 4:58     |
| 4.       | „Peter Gunn/Catastrophe” (Mancini) | 2:20     |
|          |                                    | 14:07    |

| Strona B | Strona B             | Strona B |
| Nr       | Tytuł utworu         | Długość  |
| -------- | -------------------- | -------- |
| 1.       | „Stepping Stone”     | 4:12     |
| 2.       | „Midnight”           | 5:35     |
| 3.       | „Three Little Bears” | 4:16     |
| 4.       | „Beginnings”         | 4:12     |
| 5.       | „Izabella”           | 2:50     |
|          |                      | 21:05    |

## Artyści nagrywający płytę
- Jimi Hendrix – gitara, śpiew
- Mitch Mitchell – perkusja
- Noel Redding – gitara basowa – A2, A3, B2, B3
- Billy Cox – gitara basowa – A1, A4, B1, B4, B5, śpiew towarzyszący – B5
- Buddy Miles – perkusja – B5, śpiew towarzyszący – B5
- Juma Sultan – instrumenty perkusyjne – A1, B4, B5

## Daty nagrań poszczególnych utworów
- „Bleeding Heart” – nagrywany 24 marca i w czerwcu, zmiksowany przez Kramera i Jansena 11 marca 1971
- „Highway Chile” – nagrywany 3 kwietnia 1967
- „Tax Free” – nagrywany 26, 28 stycznia, 1 maja 1968, zmiksowany przez Kramera i Jansena 26 stycznia 1972
- „Peter Gunn”/"Catastrophe" – nagrywany 14 maja 1970
- „Stepping Stone” – nagrywany 7, 17, 20 stycznia, zmiksowany przez Kramera i Jansena 3 grudnia 1970
- „Midnight” – nagrywany 1, 3 kwietnia 1969, zmiksowany przez Kramera i Jansena 28 stycznia 1972
- „Three Little Bears” – nagrywany 2 maja 1968
- „Beginnings” – nagrywany 1 lipca, 22 sierpnia, zmiksowany przez Kramera i Jansena 24 stycznia 1972
- „Izabella” – nagrywany 17 stycznia i w czerwcu, zmiksowany przez Kramera i Jansena 31 stycznia 1971

## Źródła
- John McDermott, First Rays of the New Rising Sun, wyd. CD, książeczka, MCA Records, Experience Hendrix, 1997 (ang.). Brak numerów stron w książce
- John McDermott, South Saturn Delta, wyd. CD, książeczka, MCA Records, Experience Hendrix, 1997 (ang.). Brak numerów stron w książce